# José Henríquez
José Henriquez es un músico y artista multidisciplinar nacido en Caracas, Venezuela el 14 de febrero de 1972, hijo de emigrantes españoles ha vivido y desarrollado su carrera entre España y Venezuela. 

## Biografía
Es conocido uno de los fundadores de la banda Culto Oculto.  A finales de los años ochenta comienza su carrera con el grupo Siete Serpientes que posteriormente cambiaría su nombre a Culto Oculto. Con esta banda graba su primer álbum logrando un contrato discográfico con el sello mexicano Culebra Records y posteriormente una gira por ese país y otros de Latinoamérica, Estados Unidos y Europa.
En 2000, fija su residencia en España.
En 2003 presenta en Los Conciertos de Radio 3 el tercer trabajo discográfico de Culto Oculto Blanco que precedió una gira de la banda por España y Portugal.
Entre noviembre de 2004 y enero de 2005, forma junto a Angela Gugliotta, Caballo una banda de rock experimental, rockabilly y blues. En este mismo año la banda graba su primer trabajo Fuck You se presentan en el Festival Periferias de Huesca y el Sziget Festival. 
En 2007 se reúne nuevamente con Culto Oculto producto de una invitación del Sziget Festival para que la banda tocara en el Festival.
En 2008 edita el tercer trabajo de Caballo El Camino y en 2012 Novem

## Discografía

### Culto Oculto
- Flotar no es más que existir, un movimiento ondulatorio (1997)
- Baralt000mix (2000)
- Blanco (2002)
- PutiClub (2012)

### Caballo
- Fuck You (2005)
- El Camino (2008)
- Novem (2012)